# Kyliegh Curran
Kyliegh Curran, född den 10 december 2005 i Miami i Florida, är en amerikansk skådespelare.
Curran har bland annat medverkat i filmen Doctor Sleep från 2019. Hon har även medverkat i tv-serien Secrets of Sulphur Springs 2021-2023. 2023 kommer hon medverka i tv-serien The Fall of the House of Usher.

## Filmografi (i urval)
- 2019: Doctor Sleep
- 2021-2023: Secrets of Sulphur Springs
- 2023: The Fall of the House of Usher